# Love (The-Beatles-Album)
Love (englisch für „Liebe“) ist ein Remixalbum der britischen Gruppe Beatles, das Musik enthält, die exklusiv für eine gleichnamige Show des Cirque du Soleil zusammengestellt wurde. Das Album erschien am 17. November 2006 in Deutschland, am 20. November 2006 in Großbritannien und am 21. November 2006 in den USA.

## Entstehung

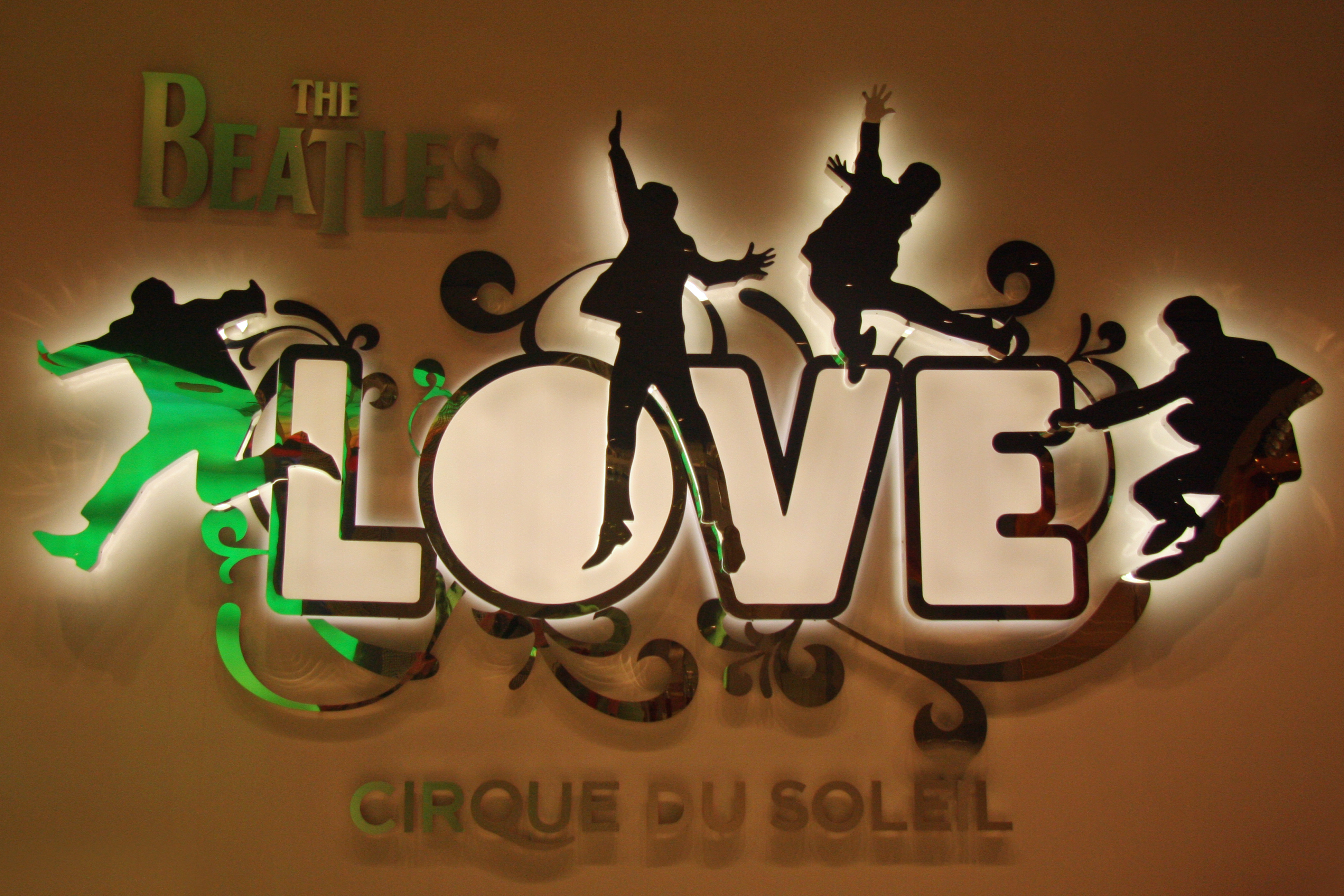
Logo von Love

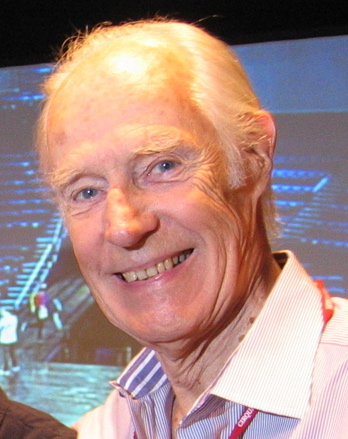
George Martin, 2006

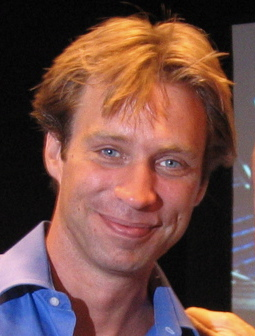
Giles Martin, 2006

Die ursprüngliche Idee, dass der Cirque du Soleil Musik der Beatles verwenden durfte, entstammte aus der Freundschaft zwischen George Harrison und dem Gründer des Cirque du Soleil, Guy Laliberté. Die Arbeit an dem Album begann aber erst nach dem Tod von Harrison im Jahr 2004, nachdem Paul McCartney, Ringo Starr, Yoko Ono und Olivia Harrison (letztere zwei vertreten die verstorbenen Beatles John Lennon und George Harrison) erlaubt hatten, aus den originalen Mehrspuraufnahmen der Beatles für die Show LOVE des Cirque du Soleil ein Medley zusammenzustellen. Auf dem Album werden verschiedene Lieder der Beatles miteinander vermischt, so beispielsweise wurde auf den Rhythmus von Tomorrow Never Knows der Gesang aus Within You Without You gelegt.
Produziert wurde das Album von George Martin und dessen Sohn Giles Martin in den Abbey Road Studios. Der Remix-Ingenieur war Paul Hicks, unterstützt wurde er von Chris Bolster, Mirek Stiles und Sam Okell, die mit Hilfe der Software Pro Tools die Abmischungen herstellten. Das Projekt wurde von Allan Rouse koordiniert. Das Mastering der Stereoversion fand in den Abbey Road Studios von Steve Rooke statt, das Mastering der 5.1-Version erfolgte von Tim Young bei Metropolis Mastering.
Für die akustische Version von While My Guitar Gently Weeps, das erstmals auf dem Album Anthology 3 veröffentlicht wurde, schrieb George Martin eine orchestrale Begleitung, die in den AIR Studios in London unter der Leitung von Martin mit dem Toningenieur Nick Wollage eingespielt wurde, ansonsten basieren alle Lieder auf den Originalaufnahmen der Beatles.
George Martin meinte abschließend zum Album Love:

“This music was designed for the LOVE show in Las Vegas, but in so doing we have created a new Beatles album. The Beatles always looked for other ways of expressing themselves and this is another step forward for them.”

„Diese Musik wurde für die Show LOVE in Las Vegas entwickelt, aber dabei haben wir ein neues Beatles-Album gemacht. Die Beatles haben immer nach anderen Wegen gesucht, sich auszudrücken, und das ist ein weiterer Schritt für sie.“

Paul McCartney beschrieb das Album wie folgt:

“This album puts The Beatles back together again. It’s kind of magical.”

„Dieses Album bringt die Beatles wieder zusammen. Es ist magisch.“

Ringo Starr fügte hinzu:

“George and Giles did such a great job combining these tracks. It’s really powerful for me and I even heard things I’d forgotten we’d recorded.”

„George und Giles haben eine großartige Arbeit geleistet, diese Titel zu kombinieren. Für mich ist es wirklich kraftvoll, und ich habe sogar Dinge gehört, von denen ich vergessen habe, dass wir sie aufgenommen hatten.“

Das Album Love wurde als normale Audio-CD und als CD/Audio-DVD veröffentlicht, wobei auf der Audio-DVD ein Surround-Mix zu hören ist. Die Audio-DVD, die rund zwei Minuten länger als die Audio-CD ist, enthält auch die Musik in einem Format, das auch auf DVD-Playern abgespielt werden kann, die nur Video-DVD-kompatibel sind. Das Album Love wurde am 30. April 2007 zusätzlich als Doppel-LP veröffentlicht.
Das Album erreichte in Deutschland im Dezember 2006 den zweiten Platz der Charts, in Großbritannien Platz drei, in den USA Platz vier. Im Dezember 2006 wurde das Album in den USA mit Multi-Platin für zwei Millionen verkaufter Exemplare ausgezeichnet.
Im Jahr 2007 wurde das Album in Deutschland mit einer Platin-Schallplatte ausgezeichnet. 2008 wurden Paul Hicks, Tim Young, George Martin und Giles Martin mit dem „Grammy Award for Best Surround Sound Album“ ausgezeichnet.

## Zu den Liedern
1. Because: Bei dem Lied wurde das Vogelzwitschern vom Lied Across the Universe verwendet sowie der rückwärts abgespielte Schlussakkord von A Day in the Life.
2. Get Back: Hier wurden Elemente der Lieder I Am the Walrus (Hintergrundgesang), Hello, Goodbye, A Hard Day’s Night (Anfang des Liedes), A Day in the Life (Orchester) und The End (Perkussion) verwendet.
3. Glass Onion: Hier wurden Elemente der Lieder Things We Said Today, Hello, Goodbye (Hintergrundgesang), I Am the Walrus (Hintergrundgesang), Penny Lane (Flöte), A Day in the Life (Orchester), Magical Mystery Tour (Effekte) und Only a Northern Song (Effekte) verwendet.
4. Eleanor Rigby / Julia (Transition): Es wurden zusätzlich Elemente von A Day in the Life (Orchester) und Strawberry Fields Forever verwendet.
5. I Am the Walrus: Erstmals wurde eine vollständige Stereoversion mit zuvor unveröffentlichten Sequenzen hergestellt.
6. I Want to Hold Your Hand: Hier wurde die Liveversion vom Album The Beatles at the Hollywood Bowl mit der Studioversion zusammengemischt.
7. Drive My Car / The Word / What You’re Doing: Neben den drei Liedern wurden noch Elemente von Savoy Truffle (Saxofon), Taxman (Gitarren-Solo), Lucy in the Sky with Diamonds (Orgel), Helter Skelter (Hintergrundgesang) und And Your Bird Can Sing (Händeklatschen) verwendet.
8. Gnik Nus: Hierbei handelt es sich um das rückwärts abgespielte Lied Sun King mit Elementen von Within You Without You.
9. Something / Blue Jay Way (Transition): Es wurden zusätzlich noch Elemente des Liedes Nowhere Man verwendet.
10. Being for the Benefit of Mr. Kite! / I Want You (She’s So Heavy) / Helter Skelter: Hier wurde das Akkordeon vom Lied Cry Baby Cry und Pferdegeräusche vom Lied Good Morning Good Morning verwendet.
11. Help!: Im Wesentlichen wurde nur das Lied Help! neu abgemischt.
12. Blackbird / Yesterday: Ein Mix aus beiden Liedern mit Samples von Girl am Anfang.
13. Strawberry Fields Forever: Ein Mix aus dem Take 1, 7 und der veröffentlichten Version. Weiterhin sind Elemente der Lieder Hey Bulldog, Sgt. Peppers Lonely Hearts Club Band (Orchester), In My Life (Klavier), Penny Lane (Trompeten), I’m Only Sleeping (Gitarre), Piggies (Cembalo), Baby You’re A Rich Man und Hello Goodbye verwendet worden.
14. Within You Without You / Tomorrow Never Knows: Ein Mix aus den beiden Liedern, es wurden zusätzlich Elemente der George Martin Kompositionen vom Album Yellow Submarine – Sea Of Time und Sea Of Monsters – verwendet, weiterhin Teile der Beatles Lieder Old Brown Shoe (Orgel), Strawberry Fields Forever (Cymbal) und Rain (Teile des Gesangs).
15. Lucy in the Sky with Diamonds: Hier wurden Teile des Schlagzeug von Being for the Benefit of Mr. Kite! und Elemente von She’s Leaving Home, Baby You’re A Rich Man, Sgt. Peppers Lonely Hearts Club Band (Waldhörner), Tomorrow Never Knows (Effekte), Your Mother Should Know (Hintergrundgesang) und Magical Mystery Tour (Hintergrundgesang) verwendet.
16. Octopus’s Garden: Bei diesem Lied wurden Soundeffekte von Goodnight und Yellow Submarine sowie Teile der Lieder von Lovely Rita (Schlagzeug), Polythene Pam (Schlagzeug), Helter Skelter (Gitarre) sowie Fixing a Hole, Penny Lane und Sun King verwendet.
17. Lady Madonna: Für Lady Madonna wurden Teile der Lieder Why Don’t We Do It in the Road (Schlagzeug zu Beginn), Ob-La-Di, Ob-La-Da (Perkussion), I Want You (She’s So Heavy) (Orgel von Billy Preston), Hey Bulldog (Perkussion und Gitarre), While My Guitar Gently Weeps (Gitarrensolo) und Don’t Let Me Down (Teile vom Gesang: „hee-ee“) verwendet.
18. Here Comes the Sun / The Inner Light (Transition): Für die beiden George Harrison Kompositionen wurden Elemente folgender Lieder verwendet: Within You Without You (Tabla), Oh Darling (Hintergrundgesang) und I Want You (She’s So Heavy) (Bass).
19. Come Together / Dear Prudence/Cry Baby Cry (Transition): Für Come Together wurde eine andere Gesangsspur verwendet und es wurden Teile folgender Lieder verwendet: Eleanor Rigby (Geigen), A Day In The Life (Orchester), Let It Be (Schlagzeug) und Teile des unveröffentlichten Liedes Can You Take Me Back?.
20. Revolution: Im Wesentlichen wurde nur das Lied Revolution neu abgemischt.
21. Back in the USSR: Hier wurden Teile einer bisher unveröffentlichten Gesangsspur verwendet.
22. While My Guitar Gently Weeps: Wie in der Entstehung des Albums erwähnt aufgeführt wird, wurde unter der Leitung von George Martin eine Orchesterbegleitung eingespielt.
23. A Day in the Life: Es wurden auch Teile des Aufnahme-Takes 1 verwendet.
24. Hey Jude: Es wurden Elemente vom Lied Magical Mystery Tour verwendet.
25. Sgt. Pepper’s Lonely Hearts Club Band (Reprise): Bei diesem Lied wurden Elemente von Goodnight und Hey Jude verwendet.
26. All You Need Is Love: Am Ende des Liedes wurden Teile von Ticket To Ride, Baby You’re A rich Man, Rain und Sgt. Peppers Lonely Hearts Club Band verwendet.

## Wiederveröffentlichung
Das Album ist seit 8. Februar 2011 als Download bei iTunes mit den exklusiven Bonustiteln The Fool on the Hill und Girl erhältlich, ab dem 24. Dezember 2015 war das Album auch bei anderen Anbietern und bei Streaming-Diensten verfügbar.

## Covergestaltung
Das Albumcover sowie das 28-seitige bebilderte CD-Booklet stammen von Drew Lorimer sowie Philippe Meunier und Janina Bunjamin von der Firma Diesel Marketing. Das CD-Booklet enthält jeweils ein Vorwort von George Martin und Giles Martin.

## Titelliste
| Nr. | Lied                                                                              | Autor                     | Leadgesang                                   | Länge                                                |
| --- | --------------------------------------------------------------------------------- | ------------------------- | -------------------------------------------- | ---------------------------------------------------- |
| 01  | Because                                                                           | Lennon/McCartney          | Lennon, McCartney und Harrison               | 2:44                                                 |
| 02  | Get Back                                                                          | Lennon/McCartney          | McCartney                                    | 2:05                                                 |
| 03  | Glass Onion                                                                       | Lennon/McCartney          | Lennon                                       | 1:20                                                 |
| 04  | Eleanor Rigby Julia (Transition)                                                  | Lennon/McCartney          | McCartney / Lennon                           | 3:05                                                 |
| 05  | I Am the Walrus                                                                   | Lennon/McCartney          | Lennon                                       | 4:28                                                 |
| 06  | I Want to Hold Your Hand                                                          | Lennon/McCartney          | Lennon und McCartney                         | 1:26                                                 |
| 07  | Drive My Car / The Word / What You’re Doing                                       | Lennon/McCartney          | McCartney / Lennon und McCartney / McCartney | 1:54                                                 |
| 08  | Gnik Nus                                                                          | Lennon/McCartney          | Lennon                                       | 0:55                                                 |
| 09  | Something Blue Jay Way (Transition)                                               | Harrison                  | Harrison                                     | 3:29                                                 |
| 10  | Being for the Benefit of Mr. Kite! / I Want You (She’s So Heavy) / Helter Skelter | Lennon/McCartney          | Lennon / Lennon / McCartney                  | 3:22                                                 |
| 11  | Help!                                                                             | Lennon/McCartney          | Lennon                                       | 2:18                                                 |
| 12  | Blackbird / Yesterday                                                             | Lennon/McCartney          | McCartney / McCartney                        | 2:31                                                 |
| 13  | Strawberry Fields Forever                                                         | Lennon/McCartney          | Lennon                                       | 4:31                                                 |
| 14  | Within You Without You / Tomorrow Never Knows                                     | Harrison-Lennon/McCartney | Harrison / Lennon                            | 3:07                                                 |
| 15  | Lucy in the Sky with Diamonds                                                     | Lennon/McCartney          | Lennon                                       | 4:10                                                 |
| 16  | Octopus’s Garden                                                                  | Starkey                   | Starr                                        | 3:18                                                 |
| 17  | Lady Madonna                                                                      | Lennon/McCartney          | McCartney                                    | 2:56                                                 |
| 18  | Here Comes the Sun The Inner Light (Transition)                                   | Harrison                  | Harrison                                     | 4:18                                                 |
| 19  | Come Together / Dear Prudence/ Cry Baby Cry (Transition)                          | Lennon/McCartney          | Lennon                                       | 4:45                                                 |
| 20  | Revolution                                                                        | Lennon/McCartney          | Lennon                                       | 2:14 (CD-Version) / 3:23 (DVD- und iTunes-Versionen) |
| 21  | Back in the USSR                                                                  | Lennon/McCartney          | McCartney                                    | 1:54 (CD-Version) / 2:34 (DVD- und iTunes-Versionen) |
| 22  | While My Guitar Gently Weeps                                                      | Harrison                  | Harrison                                     | 3:46                                                 |
| 23  | A Day in the Life                                                                 | Lennon/McCartney          | Lennon                                       | 5:08                                                 |
| 24  | Hey Jude                                                                          | Lennon/McCartney          | McCartney                                    | 3:58                                                 |
| 25  | Sgt. Pepper’s Lonely Hearts Club Band (Reprise)                                   | Lennon/McCartney          | McCartney                                    | 1:22                                                 |
| 26  | All You Need Is Love                                                              | Lennon/McCartney          | Lennon                                       | 3:38                                                 |
| 27  | The Fool on the Hill iTunes-Bonus-Titel                                           | Lennon/McCartney          | McCartney                                    | 3:30                                                 |
| 28  | Girl iTunes-Bonus-Titel                                                           | Lennon/McCartney          | Lennon                                       | 2:43                                                 |

## Doppel-LP-Version
| Seite 1 1. Because 2. Get Back 3. Glass Onion 4. Eleanor Rigby / Julia (Transition) 5. I Am the Walrus 6. I Want to Hold Your Hand 7. Drive My Car / The Word / What You’re Doing 8. Gnik Nus 9. Something / Blue Jay Way (Transition) | Seite 2 1. Being for the Benefit of Mr. Kite! / I Want You (She’s So Heavy) / Helter Skelter 2. Help! 3. Blackbird / Yesterday 4. Strawberry Fields Forever 5. Within You Without You / Tomorrow Never Knows 6. Lucy in the Sky with Diamonds 7. Octopus’s Garden |

| Seite 3 1. Lady Madonna 2. Here Comes the Sun / The Inner Light (Transition) 3. Come Together / Dear Prudence / Cry Baby Cry (Transition) 4. Revolution 5. Back in the USSR | Seite 4 1. While My Guitar Gently Weeps 2. A Day in the Life 3. Hey Jude 4. Sgt. Pepper’s Lonely Hearts Club Band (Reprise) 5. All You Need Is Love |

## Promotion-Veröffentlichungen

### Promotion-CDs
| Titel                | Inhalt | Veröff.   | Label Katalognr.            |
| -------------------- | --- | --------- | --------------------------- |
| Love 4-Track Sampler | Strawberry Fields Forever (Love Version) / Octopus’s Garden (Love Version) / Lady Madonna (Love Version) / While My Guitar Gently Weeps (Love Version) | Nov. 2006 | Capitol 0946 3 81732 2 9    |
| Love Interview       | Vierunddreißig Interviewantworten von Paul McCartney, Ringo Starr, George und Giles Martin                                                             | Nov. 2006 | Apple DPRO 0946 3 83049 2 0 |
| Love                 | Radiodokumentation mit Kommentaren von Paul McCartney, Ringo Starr, George und Giles Martin, Yoko Ono und Olivia Harrison (Promo CDR (56 min 13 s))    | Nov. 2006 | Apple/Capitol/EMI           |

### Promotionsingle
| Stücke (A-Seite / B-Seite) | Besonderheit                                                                           | Veröff.   | Label Katalognr. |
| -------------------------- | -------------------------------------------------------------------------------------- | --------- | ---------------- |
| Girl / Fool on the Hill    | Promo-CD-Single von zwei Love-Remixen, die nur als Download bei iTunes erhältlich sind | Feb. 2011 | Apple            |

## Kommerzieller Erfolg

### Chartplatzierungen
| ChartsChartplatzierungen       | Höchstplatzierung | Wochen |
| ------------------------------ | ----------------- | ------ |
| Deutschland (GfK)              | 2 (19 Wo.)        | 19     |
| Österreich (Ö3)                | 3 (14 Wo.)        | 14     |
| Schweiz (IFPI)                 | 3 (14 Wo.)        | 14     |
| Vereinigte Staaten (Billboard) | 4 (84 Wo.)        | 84     |
| Vereinigtes Königreich (OCC)   | 2 (18 Wo.)        | 18     |

| ChartsJahrescharts (2007)      | Platzierung |
| ------------------------------ | ----------- |
| Deutschland (GfK)              | 52          |
| Österreich (Ö3)                | 50          |
| Vereinigte Staaten (Billboard) | 14          |

### Auszeichnungen für Musikverkäufe
| Land/Region                  | Auszeichnungen für Musikverkäufe (Land/Region, Auszeichnung, Verkäufe) | Verkäufe  |
| ---------------------------- | ---------------------------------------------------------------------- | --------- |
| Argentinien (CAPIF)          | Gold                                                                   | 20.000    |
| Australien (ARIA)            | 2× Platin                                                              | 140.000   |
| Belgien (BRMA)               | Gold                                                                   | (25.000)  |
| Dänemark (IFPI)              | Platin                                                                 | (40.000)  |
| Deutschland (BVMI)           | 3× Gold                                                                | (300.000) |
| Europa (IFPI)                | 2× Platin                                                              | 2.000.000 |
| Frankreich (SNEP)            | Platin                                                                 | (200.000) |
| Griechenland (IFPI)          | Gold                                                                   | (10.000)  |
| Irland (IRMA)                | 3× Platin                                                              | (45.000)  |
| Japan (RIAJ)                 | Platin                                                                 | 250.000   |
| Kanada (MC)                  | 2× Platin                                                              | 200.000   |
| Mexiko (AMPROFON)            | Gold                                                                   | 50.000    |
| Neuseeland (RMNZ)            | Platin                                                                 | 15.000    |
| Niederlande (NVPI)           | Gold                                                                   | (35.000)  |
| Polen (ZPAV)                 | Platin                                                                 | (20.000)  |
| Portugal (AFP)               | Gold                                                                   | (10.000)  |
| Schweden (IFPI)              | Gold                                                                   | (20.000)  |
| Schweiz (IFPI)               | Platin                                                                 | (30.000)  |
| Spanien (Promusicae)         | Platin                                                                 | (80.000)  |
| Vereinigte Staaten (RIAA)    | 2× Platin                                                              | 2.000.000 |
| Vereinigtes Königreich (BPI) | 2× Platin                                                              | (600.000) |
| Insgesamt                    | 8× Gold · 18× Platin ·                                                 | 4.525.000 |

Hauptartikel: The Beatles/Auszeichnungen für Musikverkäufe

## Videoveröffentlichung
Am 20. Oktober 2008 wurde eine Dokumentation mit dem Titel All Together Now – A Documentary Film über die Entstehungsgeschichte der Bühnenshow LOVE des Cirque du Soleil in Las Vegas, basierend auf dem gleichnamigen Album der Beatles, von Apple veröffentlicht.

### Entstehung
Der Regisseur Adrian Wills drehte frühe Treffen zwischen den Kreativteams des Cirque du Soleil und Apple Corps sowie Interviewbeiträge von Paul McCartney, Ringo Starr, Yoko Ono, Olivia Harrison und Neil Aspinall, in denen diskutiert wird, wie die Musik der Beatles in das Projekt Love integriert werden kann. Es wurden auch kurze Ausschnitte von Musikvideos der Beatles verwendet. Der Dokumentarfilm zeigt die musikalische Produktion des Albums Love von George Martin und seinem Sohn Giles Martin in den Abbey Road Studios und die nachträglichen Orchesteraufnahmen in den AIR Studios für While My Guitar Gently Weeps auf. Weiterhin wird gezeigt, wie die ersten kreativen Ideen für die Show in Montreal, Kanada, entstehen sowie die ersten Proben im Theater von The Mirage in Las Vegas, bei denen auch George und Giles Martin anwesend waren. Mitwirkende waren neben Guy Laliberté: Dominic Champagne (Regisseur der Show), Rodrigue Proteau, Michael Moloi Tumelo, Gilles Ste-Croix, Bobby Baldwin, Lincoln Hudson, Chantal Tremblay und Jonathan Clyde.
Der Film wurde Neil Aspinall gewidmet. Die DVD wurde am 31. Januar 2010 mit dem Grammy Award in der Kategorie Best Long Form Music Video ausgezeichnet.

### Inhalt
- Kapitel der DVD (Länge: 125 Minuten)

1. All Together Now [84:07]
2. Changing the Music [22:06]
3. Music in the Theatre [9:09]
4. Making Love [9:53]
5. Love Trailer [0:32]